# Escudo de Senterada

Representación del escudo de armas de Senterada.

El escudo de armas de Senterada se describe, según la terminología precisa de la heráldica, por el siguiente blasón:

«Escudo embaldosado: de oro, un carnero levantado de gules acollarado, clarinado y ungulado de azur, acompañado de 2 roeles de gules cargados de 3 pajas de oro puestas en banda, una a cada lado. En el timbre, una corona mural de pueblo.»

## Diseño
La composición está formada sobre un fondo en forma de cuadrado apoyado sobre una de sus aristas (escudo de ciudad) según la configuración difundida en Cataluña al haber sido adoptada por la administración en sus especificaciones para el diseño oficial, de color amarillo (oro), una carga principal formada por una representación de un carnero apoyado sobre sus patas traseras (levantado) de color rojo (gules) con el collar (acollarado), el cencerro (clarinado) y las pezuñas (ungulado) de color azul (azur), acompañado a cada lado de un círculo (roel) de color rojo (gules) y en su interior, sin sobrepasar (cargado) de la representación de 3 pajas puestas inclinadas desde la parte superior izquierda a la parte inferior derecha (en banda) de color amarillo (oro). Está acompañado en la parte superior de un timbre en forma de corona mural, que es la adoptada por la Generalidad de Cataluña para timbrar genéricamente a los escudos de los municipios, en este caso de pueblo, que básicamente es un lienzo de muralla, con 4 torres, 3 de ellas vistas.

## Historia

Escudo de Senterada según Manuel Bassa. «De oro, cuatro palos de gules; al jefe, el nombre del pueblo.».

Este blasón fue aprobado el 13 de octubre de 1988 y publicado en el DOGC nº 1.066 de 9 de noviembre del mismo año. Aparece documentado en el libro de Manuel Bassa Els escuts heràldics dels pobles de Catalunya, con el escudo de Cataluña (de oro, con cuatro palos de gules) y en la parte superior (jefe) el nombre del pueblo, aunque no hay más datos de la existencia de este escudo que ese libro.
El pueblo perteneció mayoritariamente a la baronía de Bellera, dentro del condado de Pallars, exceptos los pueblos de Burguet, Cérvoles y Naens, eran de los Erill, ahora forman junto al resto, el municipio de Senterada. El carnero de gules sobre campo de oro son las armas de los barones de Bellera, que también aparecen en el escudo de Sarroca de Bellera, y los dos roeles contienen las armas del condado de Pallars (de gules, 3 pajas de oro).